# Clausius (månekrater)
Clausius  er et nedslagskrater på Månen. Det befinder sig i den sydvestlige del af Månens forside og er opkaldt efter den tyske fysiker Rudolf J.E. Clausius (1822 – 1888).
Navnet blev officielt tildelt af den Internationale Astronomiske Union (IAU) i 1935. 

## Omgivelser
Clausiuskrateret ligger i det lille mare Lacus Excellentiae. Det er helt omsluttet af maremateriale, idet dog det meget lille satellitkrater "Clausius A" ligger lige nord for.

## Karakteristika
Kraterranden i Clausius er lav og skarp og har en let oval form, så det er længst i retningen nord-syd. Kraterbunden er blevet oversvømmet af basaltisk lava og er derfor jævn og uden særlige landskabstræk, men med en mørkere overflade, som svarer til overfladen i det omgivende mare.

## Satellitkratere
De kratere, som kaldes satellitter, er små kratere beliggende i eller nær hovedkrateret. Deres dannelse er sædvanligvis sket uafhængigt af dette, men de får samme navn som hovedkrateret med tilføjelse af et stort bogstav. På kort over Månen er det en konvention at identificere dem ved at placere dette bogstav på den side af satellitkraterets midte, som ligger nærmest hovedkrateret. Clausius krateret har følgende satellitkratere:
| Clausius | Længde  | Bredde  | Diameter |
| -------- | ------- | ------- | -------- |
| A        | 36,3° S | 43,9° V | 7 km     |
| B        | 36,0° S | 40,1° V | 23 km    |
| BA       | 35,7° S | 40,1° V | 17 km    |
| C        | 35,4° S | 38,9° V | 15 km    |
| D        | 38,2° S | 44,6° V | 18 km    |
| E        | 36,4° S | 45,5° V | 6 km     |
| F        | 36,5° S | 38,1° V | 26 km    |
| G        | 37,1° S | 41,0° V | 6 km     |
| H        | 37,8° S | 39,6° V | 7 km     |
| J        | 37,2° S | 42,7° V | 4 km     |

## Måneatlas
- %7C0 Billeder af Clausius krateret i LPI-måneatlasset